# 绝命盗窃
《即刻殺機》（英語：Momentum）是一部2015年南非和美國合拍的動作驚悚片，講述四名犯罪分子從開普敦的一個保險箱中偷走了鑽石，其中包含裝有美國參議員邪惡計劃的硬碟，導致後者派出頂尖特務不惜一切代價將其奪回。電影為史蒂芬·康柏奈利的導演處女作，主演包括歐嘉·柯瑞蘭寇、詹姆斯·柏爾福及摩根·費里曼。本片2015年10月16日在美國上映，口碑和票房雙敗。

## 演員
- 歐嘉·柯瑞蘭寇飾演亞莉克西絲·「亞莉絲」·法拉第（Alexis "Alex" Faraday）
- 柯林·摩斯（英语：Colin Moss (actor)）飾演凱文·富勒（Kevin Fuller）
- 詹姆斯·柏爾福飾演「華盛頓」先生（Mr. "Washington"）
- 李-安妮·薩默斯（Lee-Anne Summers）飾演彭妮·富勒（Penny Fuller）
- 赫洛姆拉·丹達拉（英语：Hlomla Dandala）飾演麥迪遜先生（Mr. "Madison"）
- 摩根·費里曼飾演「參議員」（"Senator"）

## 外部連結
- 互联网电影数据库（IMDb）上《绝命盗窃》的资料（英文）